# Blackface

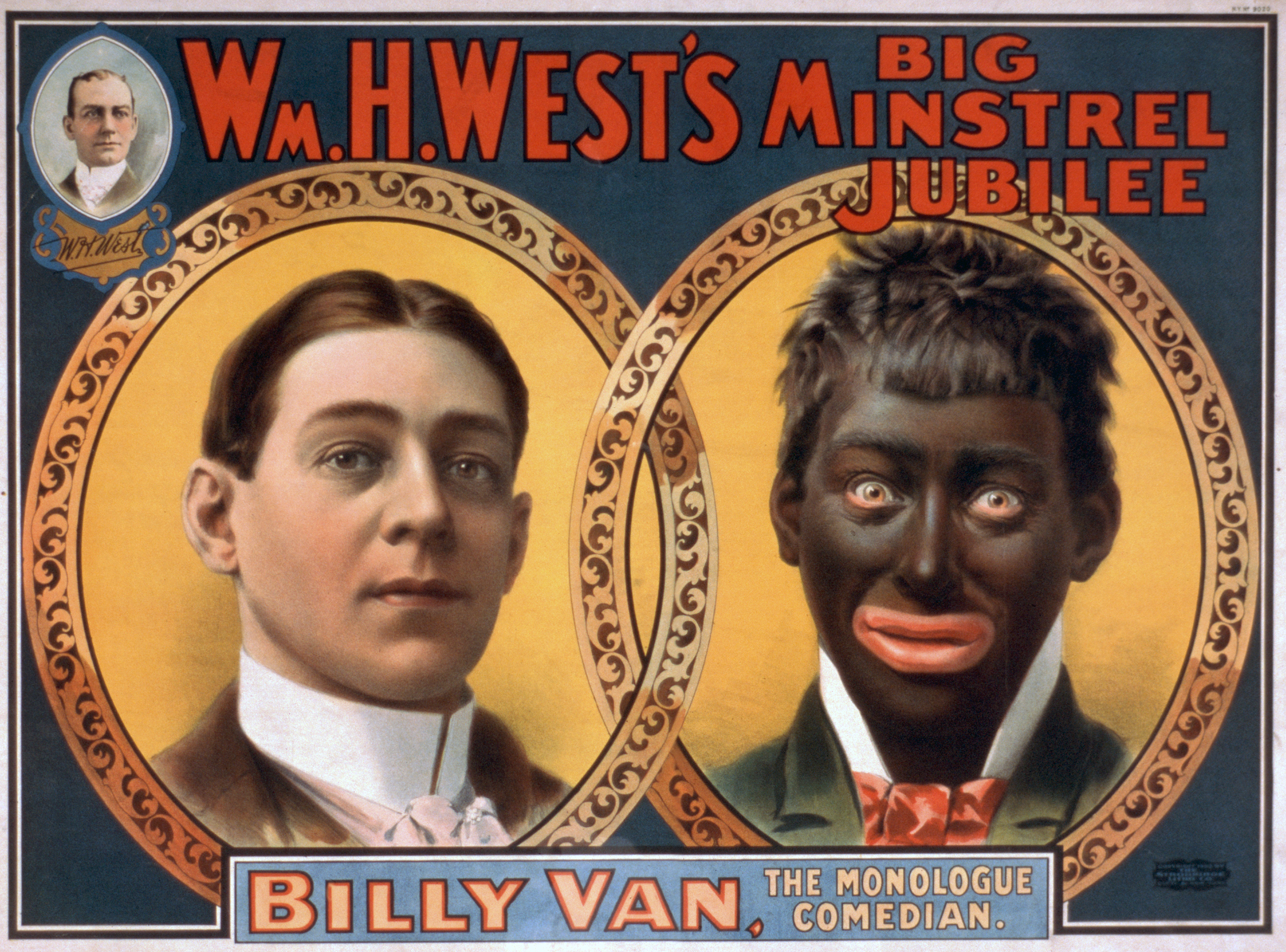
Plakat z 1900 roku

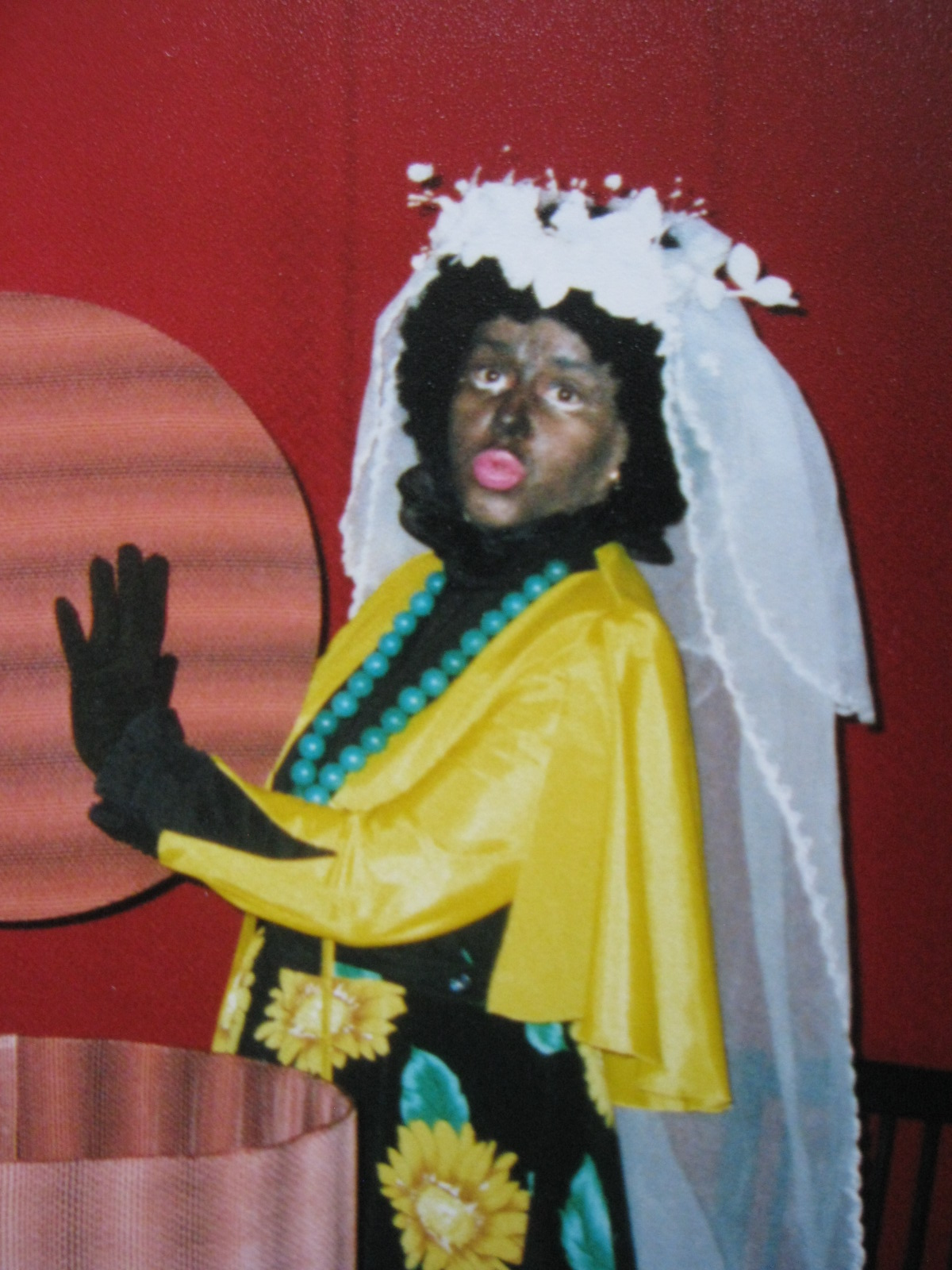
Blackface u rosyjskiej aktorki (1996)

Blackface (dosł. „czarna twarz”) – styl teatralnego makijażu noszonego przez białą osobę w celu upodobnienia się do osoby czarnoskórej lub praktyka wykonywania go.

## Opis
W Stanach Zjednoczonych w XIX wieku ten typ charakteryzacji stosowany był w tzw. minstrel shows odwołujących się do stereotypowych wyobrażeń obecnych w społeczeństwie amerykańskim dotyczących osób o czarnym kolorze skóry. Występujący w nich biali aktorzy przedrzeźniali akcent czarnych, parodiowali ich cielesność, przedstawiali ich jako brzydkich i niewykształconych. W celu charakteryzacji twarzy używano pasty do butów lub palonego korka, jedynie wokół ust pozostawiono niepomalowaną otoczkę, aby wyglądały na większe. Na głowy zakładano często peruki. Z kolei ubiór stanowił groteskę, pojawiały się w nim elementy brudne, znoszone lub zniszczone w połączeniu z elementami odwołującymi się do elegancji jak kapelusz lub rękawiczki. Biali mężczyźni przebierali się również za kobiety wyłącznie w roli „babochłopa” lub wyuzdanej, młodej dziewczyny. W 1836 roku po raz pierwszy wystawiono minstrel show w Europie (Londyn). Forma ta przetrwała jako profesjonalna rozrywka do około 1910 roku; amatorskie występy kontynuowano do lat 60. w szkołach średnich i lokalnych teatrach. W XXI wieku blackface uznawane jest za obraźliwe, zwłaszcza w oczach mieszkańców Stanów Zjednoczonych, ponieważ przyczyniało się ono do dehumanizacji osób czarnoskórych. Ze względu na kontekst historyczny oraz to, jak bardzo negatywny wpływ miało blackface na społeczeństwo Stanów Zjednoczonych, obraźliwość charakteryzowania się na stereotyp ludzi o innym kolorze skóry została przyjęta jako norma w USA.

## Kontekst polski
W polskim kinie popularnym czarnoskórzy bohaterowie w charakteryzacji blackface pojawiają się głównie w rolach epizodycznych lub tworzą tło akcji. Są zazwyczaj symbolem zagranicy, reprezentują inny, lepszy świat, wprowadzają wątek egzotyki, nawiązanie do popkultury amerykańskiej.
Zwyczaj „czernienia” twarzy występuje również w przedstawieniach ludowych w polskim folklorze, szczególnie wśród grup przebierańców okresu bożonarodzeniowego (nawiązanie do popularnego wizerunku jednego z Trzech Króli) czy karnawałowego. Są to jednak zwyczaje, bez związku z blackface (zob. np. Siuda Baba).
W polskiej kulturze popularnej nadal zdarzają się przypadki blackface, jak np. w programie telewizyjnym Twoja twarz brzmi znajomo, w którym celebryci czernili twarze, by upodobnić się do znanych wykonawców. Opinia publiczna zwraca uwagę także na przypadki blackface w działaniach oświatowych (przedstawienia w przedszkolach, bibliotekach itp.). Analiza podręczników szkolnych w języku polskim również wskazuje na stosowanie w latach 2000. blackface w przykładach, ilustrujących różne zagadnienia dla młodych czytelników.